# Condado de Carroll (Kentucky)
El condado de Carroll (en inglés, Carroll County) es un condado del estado de Kentucky, Estados Unidos. Tiene una población estimada, a mediados de 2021, de 10 863 habitantes.
La sede de condado es Carrollton.
El condado fue fundado en 1838 y fue nombrado en honor a Charles Carroll de Carrollton, uno de los firmantes de la Declaración de Independencia de los Estados Unidos.

## Geografía
Según la Oficina del Censo, el condado tiene un área total de 350 km², de la cual 330 km² son tierra y 20 km² son agua.

### Condados adyacentes
- Condado de Jefferson, Indiana (norte)
- Condado de Switzerland, Indiana (noreste)
- Condado de Gallatin (este)
- Condado de Owen (sureste)
- Condado de Henry (sur)
- Condado de Trimble (oeste)

## Demografía

### Censo de 2020
Según el censo de 2020, en ese momento el condado tenía una población de 10 810 habitantes. La densidad de población era de 33 hab./km². Había 4658 viviendas, lo que representaba un promedio de 14/km². El 88.50% de los habitantes eran blancos, el 1.70% eran afroamericanos, el 0.37% eran amerindios, el 0.41% eran asiáticos, el 0.04% eran isleños del Pacífico, el 2.90% eran de otras razas y el 6.08% eran de una mezcla de razas. Del total de la población, el 7.35% eran hispanos o latinos de cualquier raza.

### Censo de 2000
En el  censo de 2000 se registraron 10.155 personas, 3.940 hogares y 2.722 familias en el condado. La densidad poblacional era de 78 personas por milla cuadrada (30/km²). Había 4439 viviendas, lo que representaba una densidad de 34 por milla cuadrada (13/km²). La demografía del condado era: 95,16% blancos, 1,94% afroamericanos, 0,23% amerindios, 0,17% asiáticos, 0,05% isleños del Pacífico, 1,42% de otras razas y 1,04% de dos o más razas. El 3,25% de la población era de origen hispano o latino de cualquier raza.
Los ingresos medios de los hogares del condado eran de $35.925 y los ingresos medios de las familias eran de $44.037. Los hombres tenían ingresos medios por $33.588 frente a los $20.974 que percibían las mujeres. Los ingresos per cápita eran de $17.057. Alrededor del 14,90% de la población estaba bajo el umbral de pobreza nacional.

## Ciudades y pueblos
- Carrollton
- Ghent
- Prestonville
- Sanders
- Worthville